# Прокопенко Ганна Дмитрівна
Ганна Дмитрівна Прокопенко (5 листопада 1939, с. Улянівка, Хорольський район, Полтавська область) — українська радянська діячка, доярка колгоспу імені Леніна Хорольського району Полтавської області. Депутат Верховної Ради УРСР 9—10-го скликань.

## Біографія
Освіта середня.
З 1957 року — обліковець, доярка колгоспу імені Леніна Хорольського району Полтавської області.
Потім — на пенсії в селі Улянівці Хорольського району Полтавської області.

## Нагороди
- орден Жовтневої Революції
- ордени
- медалі